# Loxioda oxyperas
Loxioda oxyperas là một loài bướm đêm trong họ Noctuidae.